# Nekrolog 1525
Nekrolog
◄◄
| ◄
| 1521
| 1522
| 1523
| 1524
| 1525 | 1526 | 1527 | 1528 | 1529 | ► | ►►
Weitere Ereignisse | Allgemeiner Nekrolog 1525
Die Beschreibung der verstorbenen Person sollte so kurz wie möglich gehalten sein und nur deren signifikante Tätigkeit(en) enthalten.
Neue Namen ggf. auch unter dem Geburts- und Sterbedatum, also etwa unter 1. Januar und im Geburts- und Sterbejahr (2024) eintragen (nur bei entsprechender großer Wichtigkeit). Für Beispiele siehe die schon vorhandenen Artikel.
Außerdem über die fünf zuletzt Verstorbenen, zu denen es einen ausreichend guten Artikel für eine Präsentation auf der Hauptseite gibt, nach der todesbedingten Überarbeitung der Artikel ggf. auch unter Wikipedia Diskussion:Hauptseite informieren und sie am besten auch in den anderen Wikipedia-Sprachversionen eintragen. Tipp: Regelmäßig bei news.google.de nach „ist tot“, „gestorben“ oder „verstorben“ suchen.
Wenn eine Person gestorben ist, gibt es viele Seiten zu dieser Person in der Wikipedia, die davon auch betroffen sind und entsprechend aktualisiert werden müssen. Beispiele: Namenübersichtsseite, Geburtsjahr, Geburtsort-Seiten und viele mehr.
Wie finde ich die betroffenen Seiten?
Im Suchfeld auf der linken Seite gibt man den Suchbegriff so ein: „Vorname Nachname“. Dann klickt man auf Volltext und alle Seiten mit entsprechendem Suchtext werden aufgerufen. Hier sieht man dann schnell, wo auch das Todesjahr Sinn macht oder sogar ein Teil des Artikels angepasst werden muss. Auch hilft das „Werkzeug“ auf der linken Seite sehr gut, um solche Seiten aufzufinden: „Links auf diese Seite“. Somit ist die Wikipedia wieder aktuell in allen Bereichen! Hinweis: bei Eintragung der Kategorie „Gestorben JAHR“ wird der Missbrauchsfilter 49 ausgelöst, was jedoch nicht schlimm ist. Siehe: Spezial:Missbrauchsfilter/49
Dies ist eine Liste von im Jahr 1525 verstorbenen bekannten Persönlichkeiten. Die Einträge erfolgen innerhalb der einzelnen Daten alphabetisch sortiert. Tiere sind im Nekrolog für Tiere zu finden.

## Januar
| Tag        | Name                 | Beruf, bekannt als                                            | Alter | Beleg |
| ---------- | -------------------- | ------------------------------------------------------------- | ----- | ----- |
| 5. Januar  | Albrecht van Loo     | holländischer Landesadvokat zwischen den Jahren 1513 und 1525 |       |       |
| 6. Januar  | Amalie von der Pfalz | Herzogin von Pommern                                          | 34    |       |
| 24. Januar | Franciabigio         | italienischer Maler                                           |       |       |

## Februar
| Tag         | Name                           | Beruf, bekannt als                                 | Alter | Beleg |
| ----------- | ------------------------------ | -------------------------------------------------- | ----- | ----- |
| 4. Februar  | Andreas Meinhardi              | deutscher Humanist                                 |       |       |
| 9. Februar  | Benedetto Diana                | italienischer Maler                                |       |       |
| 24. Februar | Guillaume Gouffier de Bonnivet | Admiral von Frankreich                             |       |       |
| 24. Februar | Louis II. de La Trémoille      | französischer Feldherr und Vizegraf von Thouars    |       |       |
| 24. Februar | Richard de la Pole             | englischer Adliger                                 |       |       |
| 28. Februar | Cuauhtémoc                     | aztekischer Herrscher von Tenochtitlán (1520–1521) |       |       |

## März
| Tag      | Name                     | Beruf, bekannt als                                                             | Alter | Beleg |
| -------- | ------------------------ | ------------------------------------------------------------------------------ | ----- | ----- |
| 3. März  | Thomas de Foix           | Marschall von Frankreich                                                       |       |       |
| 26. März | Konrad Thumb von Neuburg | oberschwäbischer Adliger und Erbmarschall des württembergischen Herzogs Ulrich |       |       |

## April
| Tag       | Name                  | Beruf, bekannt als        | Alter | Beleg |
| --------- | --------------------- | ------------------------- | ----- | ----- |
| 3. April  | Giovanni Rucellai     | italienischer Dichter     | 49    |       |
| 5. April  | Hans Jakob Wehe       | Prediger und Bauernführer |       |       |
| 20. April | Barbara von Trüllerey | Äbtissin                  |       |       |

## Mai
| Tag     | Name                      | Beruf, bekannt als                                                                               | Alter | Beleg |
| ------- | ------------------------- | ------------------------------------------------------------------------------------------------ | ----- | ----- |
| 5. Mai  | Friedrich III.            | Kurfürst von Sachsen                                                                             | 62    |       |
| 9. Mai  | Gregor Reisch             | Mönch und Gegner der Reformation                                                                 |       |       |
| 12. Mai | Anna von Mecklenburg      | Prinzessin; Herzogin zu Mecklenburg; Gräfin von Hessen                                           | 39    |       |
| 12. Mai | Thomas Maier              | Anführer des Bauernaufstandes                                                                    |       |       |
| 14. Mai | Ulrich Fugger der Jüngere | Sohn Ulrich Fuggers                                                                              | 35    |       |
| 18. Mai | Pietro Pomponazzi         | italienischer Philosoph                                                                          | 62    |       |
| 20. Mai | Alonso Fernández de Lugo  | andalusischer Adliger, Eroberer und Seefahrer                                                    |       |       |
| 21. Mai | Jäcklein Rohrbach         | Anführer der Bauern im Deutschen Bauernkrieg 1525                                                |       |       |
| 25. Mai | Anton Eisenhut            | Anführer des Kraichgauer Bauernhaufens im deutschen Bauernkrieg (1525)                           |       |       |
| 27. Mai | Thomas Müntzer            | evangelischer Theologe und Revolutionär in der Zeit des Bauernkrieges                            |       |       |
| 27. Mai | Heinrich Pfeiffer         | Zisterziensermönch, später evangelischer Prediger und Mitstreiter Thomas Müntzers im Bauernkrieg |       |       |
| 29. Mai | Eberli Bolt               | Täufer in der Ostschweiz                                                                         |       |       |

## Juni
| Tag      | Name                 | Beruf, bekannt als                                                        | Alter | Beleg |
| -------- | -------------------- | ------------------------------------------------------------------------- | ----- | ----- |
| 2. Juni  | Georg Metzler        | Anführer des Odenwälder Haufens im Bauernkrieg (1525)                     |       |       |
| 10. Juni | Florian Geyer        | deutscher Ritter, Diplomat und Bauernführer im Deutschen Bauernkrieg 1525 |       |       |
| 13. Juni | Jakob von Wattenwyl  | Schweizer Politiker                                                       |       |       |
| 15. Juni | Eitel Friedrich III. | Graf von Hohenzollern (1512–1525)                                         |       |       |
| Juni     | Kaspar Leyser        | deutscher Bauer und Führer im deutschen Bauernkrieg                       |       |       |

## Juli
| Tag      | Name                                    | Beruf, bekannt als                                       | Alter | Beleg |
| -------- | --------------------------------------- | -------------------------------------------------------- | ----- | ----- |
| 5. Juli  | Johann von Brandenburg-Ansbach-Kulmbach | Vizekönig von Valencia                                   | 32    |       |
| 12. Juli | Nicolaus Marschalk                      | deutscher Rechtswissenschaftler, Humanist und Historiker |       |       |
| 17. Juli | Charles I. de Lalaing                   | niederländischer Staatsrat                               |       |       |
| 27. Juli | Hans Krüsi                              | Täuferprediger in der Ostschweiz                         |       |       |

## August
| Tag        | Name                | Beruf, bekannt als                             | Alter | Beleg |
| ---------- | ------------------- | ---------------------------------------------- | ----- | ----- |
| 4. August  | Andrea Della Robbia | italienischer Maler der Renaissance            | 89    |       |
| 12. August | Hans Müller         | Bauernführer im Deutschen Bauernkrieg 1525     |       |       |
| 29. August | Iohannes Sslechta   | tschechischer Humanist, Philosoph und Diplomat | 59    |       |

## September
| Tag           | Name            | Beruf, bekannt als                     | Alter | Beleg |
| ------------- | --------------- | -------------------------------------- | ----- | ----- |
| 7. September  | Matthias Waibel | Reformator                             |       |       |
| 15. September | Jan van Woerden | niederländischer Priester und Märtyrer |       |       |
| 29. September | Vinzenz Mohr    | deutscher Benediktiner und Abt         | 50    |       |

## Oktober
| Tag         | Name               | Beruf, bekannt als              | Alter | Beleg |
| ----------- | ------------------ | ------------------------------- | ----- | ----- |
| 3. Oktober  | Sigismondo Gonzaga | Bischof von Mantua              |       |       |
| 3. Oktober  | Sebastian Sprenz   | Fürstbischof von Brixen         |       |       |
| 18. Oktober | Albert von Köln    | Abt des Klosters Grafschaft     |       |       |
| 30. Oktober | Claus Kniphoff     | dänischer Admiral und Seeräuber |       |       |

## November
| Tag          | Name                            | Beruf, bekannt als                                                         | Alter | Beleg |
| ------------ | ------------------------------- | -------------------------------------------------------------------------- | ----- | ----- |
| 17. November | Eleonore von Portugal           | Königin von Portugal (als Ehegattin, nicht als Regentin von eigenem Recht) | 67    |       |
| 19. November | Amé III. de Sarrebruck-Commercy | französischer Adliger und Militär                                          | 30    |       |
| November     | Guillaume Crétin                | französischer Geistlicher und Dichter                                      |       |       |

## Dezember
| Tag          | Name         | Beruf, bekannt als                                       | Alter | Beleg |
| ------------ | ------------ | -------------------------------------------------------- | ----- | ----- |
| 13. Dezember | Kunz Jehle   | Führer des Hauensteiner Haufens im Deutschen Bauernkrieg |       |       |
| 20. Dezember | Ceporinus    | Schweizer Philologe                                      |       |       |
| 30. Dezember | Jakob Fugger | Augsburger Kaufmann                                      | 66    |       |

## Datum unbekannt
| Tag | Name                                   | Beruf, bekannt als                                                                                      | Alter | Beleg |
| --- | -------------------------------------- | --- | ----- | ----- |
|     | Attavante degli Attavanti              | italienischer Maler                                                                                     |       |       |
|     | Fernando Francesco d’Avalos di Pescara | Feldherr Kaiser Karls V., Markgraf von Pescara und Vizekönig von Sizilien                               |       |       |
|     | Ulrich von Dinstedt                    | deutscher Jurist, katholischer und evangelischer Theologe                                               |       |       |
|     | Rodrigo González de la Puebla          | spanischer Diplomat, Botschafter Spaniens im Vereinigten Königreich (1485–1489)                         |       |       |
|     | Johann Haller                          | gilt als Begründer des Buchdrucks in Polen                                                              |       |       |
|     | Matern Harder                          | deutscher Baumeister der Frühen Neuzeit                                                                 |       |       |
|     | Kaeo                                   | König des Reiches Lan Na                                                                                |       |       |
|     | Karl IV.                               | Herzog von Alençon, Graf von Le Perche, Armagnac, Fézensac und Rodez                                    |       |       |
|     | Margaretha von Zedtwitz                | Äbtissin                                                                                                |       |       |
|     | Pierfrancesco de’ Medici der Jüngere   | Bankier                                                                                                 |       |       |
|     | Bernd von Moltzan                      | pommerscher Raubritter                                                                                  |       |       |
|     | Rhys ap Thomas                         | walisischer Adliger, Militär und Staatsmann                                                             |       |       |
|     | Jofre Ibáñez II. de Sasiola            | Alcalde, spanischer Gesandter in England (1485–1489)                                                    |       |       |
|     | Lucio Cristoforo Scobar                | italienischer Latinist, Romanist, Italianist, Hispanist, Grammatiker und Lexikograf spanischer Herkunft |       |       |
|     | Petrus Tritonius                       | Komponist der Renaissance                                                                               |       |       |
|     | Giovanni da Vigo                       | italienischer Mediziner                                                                                 |       |       |